# Pozos de brea de McKittrick

Mapa general, condado de Kern en el sur de California

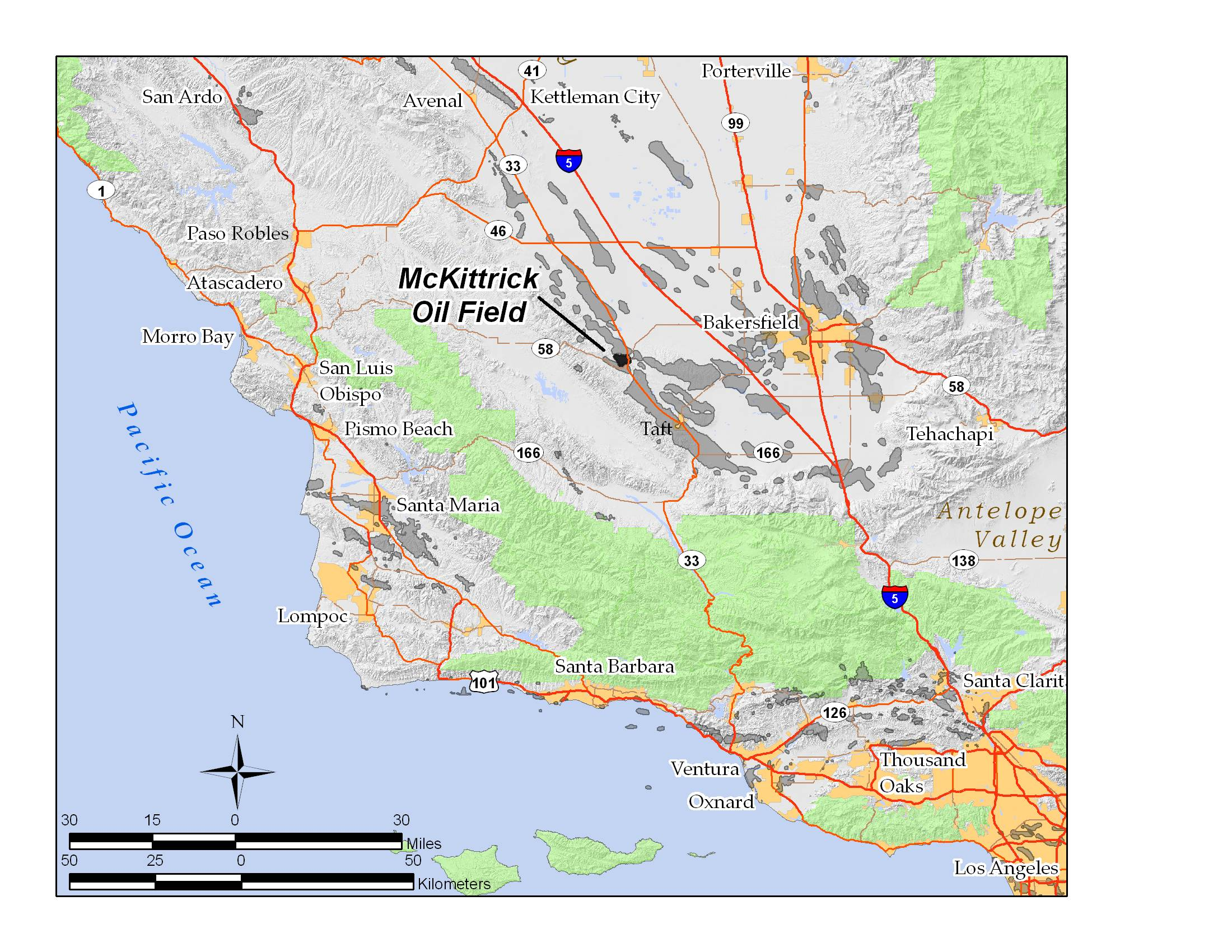
El área del campo petrolero McKittrick. Otros campos petroleros en gris claro.

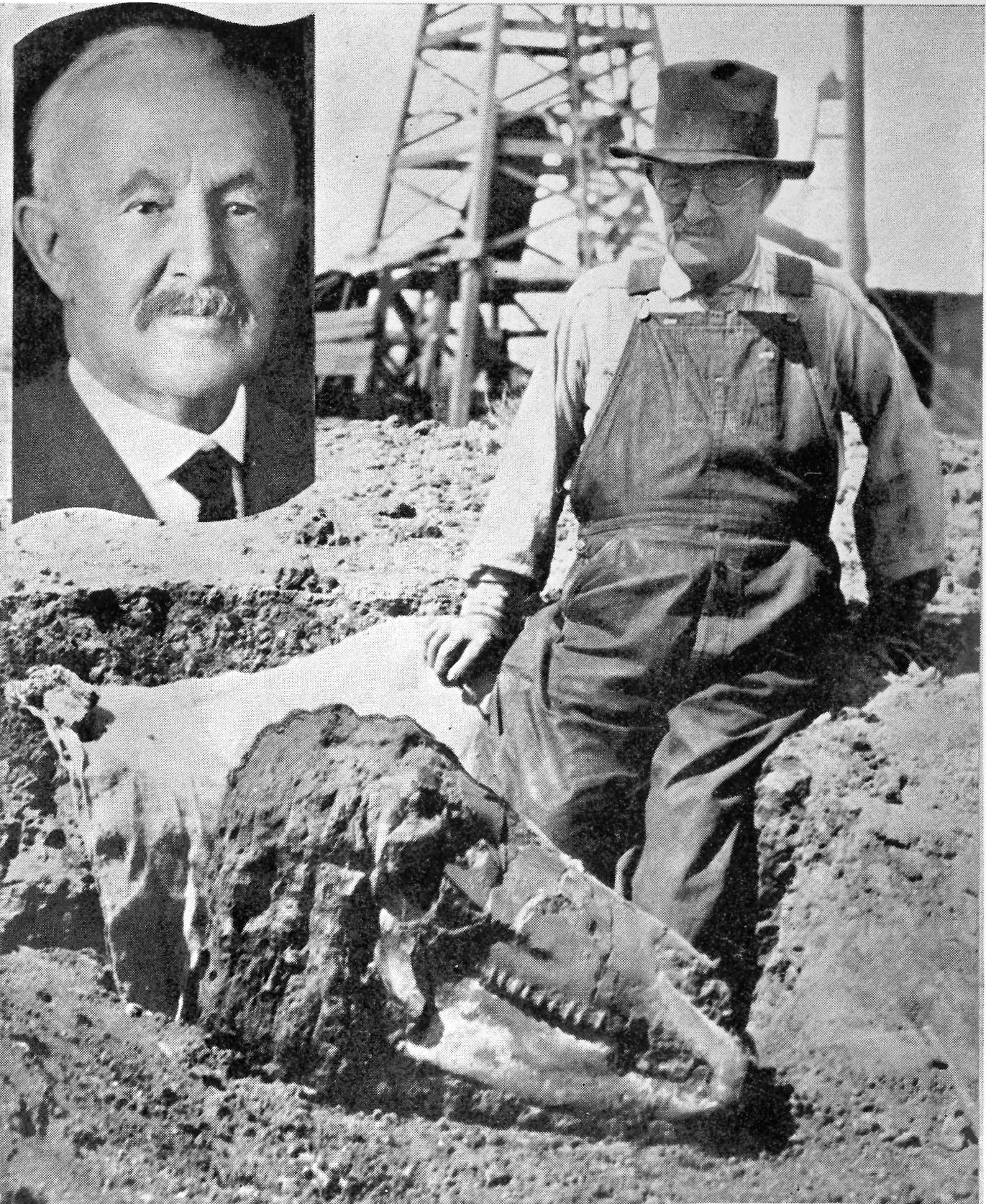
Cráneo de caballo fósil encontrado en los pozos de brea de McKittrick por Charles H. Sternberg, alrededor de 1926.

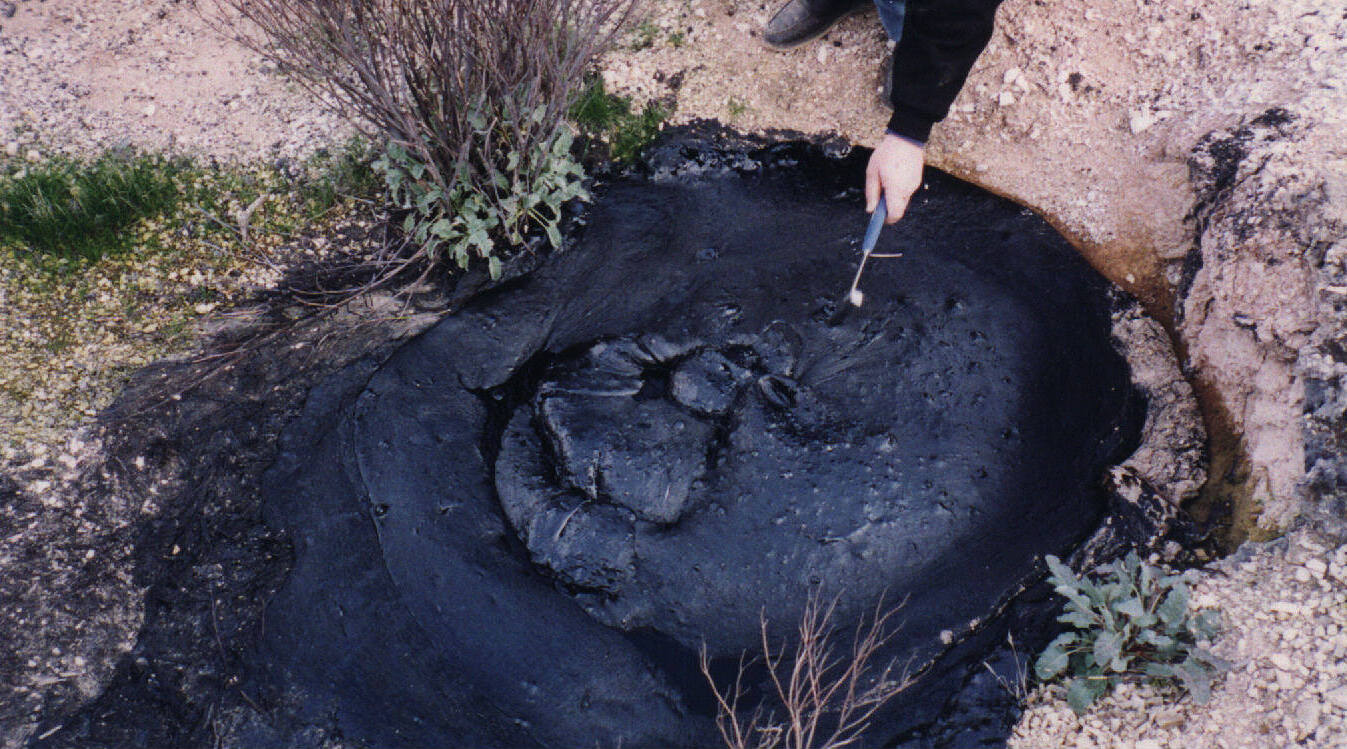
Filtración de brea al norte de la autopista 58

Los pozos de brea de McKittrick son una serie de lagos de asfalto naturales situados en la parte occidental del condado de Kern en el sur de California. Los pozos son los lagos de asfalto más extensos del estado.
Los pozos de brea de McKittrick es una de las cinco áreas de lagos de asfalto natural en el mundo, los otros son Lago de la Brea en Trinidad y Tobago, Lago de asfalto de Guanoco en Venezuela y pozos de asfalto de La Brea (Los Ángeles) y pozos de brea de Carpintería Carpintería) ambos también ubicados en el estado estadounidense de California.

## Geografía
Los pozos de brea de McKittrick están ubicados en la parte sur del Valle de San Joaquín alrededor de 50 km (31,1 mi) oeste de Bakersfield y 0,8 km (0,5 mi) sur de la ciudad de McKittrick.
La mayoría de los pozos de brea están ubicados a lo largo de la parte suroeste de la intersección de las rutas 58 y 33 del estado de California y se generan a partir del campo petrolero McKittrick subyacente. Los pozos se extienden sobre una distancia de unos 6,5 km (4 mi) .

## Geología
Los lagos de asfalto del área de McKittrick probablemente se crearon durante la época del Pleistoceno y comparten el mismo principio geológico que otros lagos de asfalto.
La creación de un lago de asfalto está relacionada con fallas profundas, a menudo entre dos placas tectónicas . En relación con el movimiento a lo largo de las placas o la subducción, se crea presión contra la roca fuente de petróleo subyacente, en este caso la Formación Monterey .
El petróleo se mueve hacia la superficie y se transforma lentamente en betún y en su camino recoge arcilla y agua, y se enfría en asfalto. Las fracciones de hidrocarburos más ligeras se volatilizan al contacto con la atmósfera, dejando atrás las fracciones más pesadas, que son principalmente asfalto.

## Historia
Se desconoce cuándo se descubrieron los pozos de brea de McKittrick, ya que ya eran conocidos por mucho tiempo por los Yokuts, nativos americanos locales que extraían el asfalto y lo usaban como sellador para impermeabilización, decoración e incluso para el comercio.
En la década de 1860, los colonos del Valle de San Joaquín empezaron la minería de los pozos de brea tanto de pozos como de pozos abiertos y la primera explotación comercial ocurrió por parte de "Buena Vista Petroleum Company".
Los pozos de brea han atrapado y preservado a cientos de animales de la Edad del Pleistoceno Los primeros estudios paleontológicos se realizaron entre 1900 y 1910, en 1928 los primeros estudios importantes fueron realizados por un equipo paleontológico de la Universidad de California, las excavaciones se completaron en 1949 por equipos del Museo de Historia Natural del Condado de Los Ángeles y el Museo del Condado de Kern . Para 1968 se habían identificado más de 43 mamíferos diferentes y 58 aves diferentes.
El 29 de junio de 1952, los pozos de brea de McKittrick se registró como Monumento Histórico de California .
El Monumento Histórico de California dice:
- NO. 498 McKITTRICK BREA PIT: ubicado a un octavo de milla al oeste de aquí, hay una antigua filtración de asfalto en la que quedaron atrapados cientos de aves y animales de la era del Pleistoceno (hace 15,000-50,000 años). El sitio fue explorado por primera vez en 1928 por la Universidad de California; la excavación se completó en 1949 por los museos de Los Ángeles y el condado de Kern. [3]